# Franz Speta
Franz Speta, född 22 december 1941 i Linz, Österrike, död där 5 december 2015, var en österrikisk botaniker. Han var specialiserad på lökar, och särskilt hyacinter.
Auktorsnamnet Speta kan användas för Franz Speta i samband med ett vetenskapligt namn inom botaniken; se Wikipediaartiklar som länkar till auktorsnamnet.